# Dollar de Brunei
Pour les articles homonymes, voir BND (homonymie).
Le dollar de Brunei (en malais : ringgit Brunei ; symbole : B$ ; code ISO : BND) est la monnaie du Brunei.

## Historique
Cette monnaie qui est en service depuis 1967, est généralement représentée par le signe $, ou B$ lorsqu'on souhaite le distinguer des autres monnaies utilisant la dénomination « dollar ». Il est divisé en 100 sen (en Malaisie) ou en cents (en anglais).
Singapour étant l'un des principaux partenaires économiques du Brunei, sa monnaie est alignée sur le dollar de Singapour avec un taux de change de 1:1.

## Pièces
Cinq pièces sont en circulation depuis 1967 : 50, 20, 10, 5 et 1 cents. À l’exception de la pièce en bronze de 1 cent, les autres pièces sont en cupronickel. Depuis 1986, l'acier cuivré a remplacé le bronze.

## Billets
Les billets circulant actuellement ont des valeurs s'échelonnant de 1 à 10 000 dollars. Ces billets en polypropylène sont non poreux et non fibreux.
| valeur | dimensions  | couleur dominante      | verso           |
| ------ | ----------- | ---------------------- | --------------- |
| 1      | 141 × 69 mm | Bleu, vert et jaune    |                 |
| 5      | 141 × 69 mm | Vert et jaune          |                 |
| 10     | 141 × 69 mm | Rouge, orange et jaune |                 |
| 20     | 149 × 72 mm | Orange et vert         | Mosquée         |
| 50     | 158 × 75 mm | Bleu clair et bronze   | Forêt tropicale |
| 100    | 158 × 75 mm | Brun et orange         | Ile             |
| 500    | 175 × 81 mm | Rose                   | Mosquée         |
| 1000   | 182 × 84 mm | Gris et brun           | Immeuble        |
| 10000  | 180 × 90 mm | Or et vert             | Parlement       |

## Divers
- Le billet de 10 000 dollars est, avec son équivalent en dollars de Singapour, le plus élevée au monde en termes de valeur faciale sur le marché des changes[4].